# جوليانا مارتينز
جوليانا مارتينز (بالبرتغالية: Juliana Martins‏) هي عارضة برازيلية، ولدت في 3 مارس 1974 في ريو دي جانيرو في البرازيل.

## وصلات خارجية
- جوليانا مارتينز على موقع IMDb (الإنجليزية)
- جوليانا مارتينز على موقع قاعدة بيانات الفيلم (الإنجليزية)